# Torre al carrer Antoni Soler
La Torre al carrer Antoni Soler és una obra noucentista de Lleida (Segrià) inclosa a l'Inventari del Patrimoni Arquitectònic de Catalunya.

## Descripció
El tret més característic de l'edifici és la simetria. Els paraments combinen la pedra vista i l'arrebossat pintat i presenta una curiosa disposició de finestres obertes i cegues. Així mateix, a les cantonades s'hi simulen pilastres. L'accés principal, que es fa a través d'una porta amb arc de mig punt, s'acompanya d'un porxo que se sosté en dos pilars. Al seu damunt s'obre una àmplia terrassa a la qual s'accedeix per un balcó. En les obertures, les llindes, els ampits i els brancals són fets amb pedra i totes tenen formes regulars: es presenten o bé geminades, amb interposició d'un mainell, a la façana principal, o bé senzilles, a les laterals. La teulada és a quatre vessants, amb ràfec i permòdols de pedra i hi ha esferes de pedra als careners. A la façana principal s'hi disposa un pinyó en què s'hi obren tres respiralls verticals, que es corresponen amb les golfes. A principis del segle XXI l'edifici l'ocupa un restaurant i l'interior ha estat del tot reformat.

## Història
La Bordeta es va projectar com una àrea residencial en la perifèria de Lleida. Aquest edifici respon a l'etapa inicial de desenvolupament del barri. Es tracta d'una construcció de planta baixa, primer pis i golfes, molt comuna a les ciutats jardí de la perifèria de Barcelona en la dècada dels 30 del segle xx, però no gaire habitual a la ciutat de Lleida.